# Кузовок-кубик
Кузовок-кубик (лат. Ostracion cubicus) — вид морских лучепёрых рыб из семейства кузовковых отряда иглобрюхообразных.
Распространена в водах Тихого и Индийского океанов в районах рифов, а также в Атлантическом океане у юго-западного побережья Африки.

## Описание
|                                           |
|                                           |
| Молодая (вверху) и взрослая (внизу) особи |

Кузовок-кубик имеет кубообразную форму тела, за что получил своё название. Тело рыбы защищено, как и у других кузовковых, экзоскелетом, представленным панцирем из сросшихся костных пластин. Дополнительным защитным механизмом помимо панциря является способность при опасности выделять токсичную слизь.
Колючие лучи в плавниках отсутствуют. В спинном плавнике 8—9 мягких лучей, в анальном — 9 мягких лучей, в хвостовом плавнике 10 лучей. Хвостовой плавник увеличивается с возрастом относительно общих размеров тела.
Максимальная длина тела до 45 см. Молодые особи ярко-жёлтые с чёрными или тёмно-синими пятнами; с возрастом жёлтая окраска выцветает до грязно-горчичной, а пятна практически исчезают, становясь белыми с голубоватым центром. Взрослые особи имеют голубоватую окраску с остатками жёлтого цвета на стыках между чешуями.
Рыбы популяции Красного моря несколько отличаются по окраске и имеют название Ostracion argus, считающееся младшим синонимом. Близкородственный вид — Ostracion immaculatus, обитает у южных берегов Японии.

## Питание
Основная пища — водоросли, второстепенная — микропланктон, губки, моллюски, донные черви, фораминиферы, мелкие ракообразные и рыбы.

## Ареал
- Индийский и Тихий океан — от Красного моря и восточного побережья Африки до архипелагов Гавайи и Туамоту. Северная граница обитания — острова Рюкю, южная — остров Лорд-Хау.
- Атлантический океан — юго-восточная часть вдоль южного берега Африки.

Будучи тропическими рыбами, в основном кузовки-кубики обитают в лагунах и у защищённых рифов, обычно на глубинах до 50 м (максимально зарегистрированная глубина — 280 м). Молодь обычно укрывается в узких расселинах. Взрослые рыбы пугливы и при опасности скрываются в гуще кораллов.

## Использование человеком
Хозяйственного значения вид не имеет, может разводиться в качестве аквариумной рыбы.
Форма тела кузовка-кубика, благодаря своему низкому коэффициенту аэродинамического сопротивления, легла в основу внешнего вида концепт-кара 2005 года Mercedes-Benz Bionic.